# Luís Carlos Tóffoli
Luís Carlos Tóffoli (Canoas, 7 maart 1964 – São Paulo, 17 maart 2016) – voetbalnaam Gaúcho – was een Braziliaans voetballer.

## Carrière
Gaúcho begon zijn carrière bij Grêmio. Na enkele transfers belandde hij in 1988 bij Palmeiras. In een wedstrijd tegen Flamengo raakte doelman Zetti geblesseerd en moest Gaúcho hem vervangen. Na de reguliere speeltijd volgden strafschoppen en Gaúcho stopte twee strafschoppen, waardoor Palmeiras de wedstrijd won. Van 1990 tot 1993 speelde hij voor zijn jeugdclub Flamengo en won in die periode de Copa do Brasil, Campeonato Carioca en de Série A. In 1993 maakte hij een kort Europees avontuur bij het Italiaanse US Lecce. In 1995 zette Gaúcho een punt achter zijn professionele carrière. 
In 2001 richtte hij de voetbalclub Cuiabá EC op, waar hij voorzitter van werd. In 2003 en 2004 werd deze club staatskampioen van Mato Grosso. 
Hij overleed aan prostaatkanker op 52-jarige leeftijd.